# Österrike i olympiska sommarspelen 1992
Österrike deltog i de olympiska sommarspelen 1992 med en trupp bestående av 102 deltagare, som tog två silver.

## Friidrott
Herrarnas 100 meter
- Andreas Berger
  - Heat — DSQ (→ gick inte vidare)

Herrarnas maraton
- Helmut Schmuck — 2:23.38 (→ 47:e plats)

Herrarnas 50 kilometer gång
- Stefan Wogerbauer — 4:17:25 (→ 26:e plats)

Herrarnas släggkastning
- Johann Linder
  - Kval — 75,28 m
  - Final — 75,14 m (→ 9:e plats)

Herrarnas kulstötning
- Klaus Bodenmuller
  - Kval — 19.86 m
  - Final — 20,48 m (→ 6:e plats)

Damernas höjdhopp
- Sigrid Kirchmann
  - Kval — 1.92 m
  - Final — 1,94 m (→ 5:e plats)

Damernas längdhopp
- Ljudmila Ninova-Rudoll
  - Heat — 6,53 m (→ gick inte vidare)

Damernas diskuskastning
- Ursula Weber
  - Heat — 51,62m (→ gick inte vidare)

## Fäktning
Herrarnas florett
- Benny Wendt
- Anatol Richter
- Michael Ludwig

Herrarnas florett, lag
- Benny Wendt, Anatol Richter, Michael Ludwig, Robert Blaschka, Merten Mauritz

## Handboll
Damer
Gruppspel
| Lag       | Pld | W | D | L | GF | GA | GD  | Poäng |
| --------- | --- | - | - | - | -- | -- | --- | ----- |
| Sydkorea  | 3   | 2 | 1 | 0 | 82 | 61 | +21 | 5     |
| Norge     | 3   | 2 | 0 | 1 | 55 | 60 | −5  | 4     |
| Österrike | 3   | 1 | 1 | 1 | 64 | 62 | +2  | 3     |
| Spanien   | 3   | 0 | 0 | 3 | 50 | 68 | −18 | 0     |

| Resultat  | Sydkorea | Norge | Österrike | Spanien |
| --------- | -------- | ----- | --------- | ------- |
| Sydkorea  |          | 27–16 | 27–27     | 28–18   |
| Norge     | 16–27    |       | 19–17     | 20–16   |
| Österrike | 27–27    | 17–19 |           | 20–16   |
| Spanien   | 18–28    | 16–20 | 16–20     |         |

## Segling
Herrarnas lechner
- Christoph Sieber
  - Slutlig placering — 110,7 poäng (→ 5:e plats)

## Simhopp
Herrarnas 3 m
- Niki Stajković
  - Kval — 339,75 poäng (→ gick inte vidare, 22:a plats)
- Jürgen Richter
  - Kval — 336,78 poäng (→ gick inte vidare, 24:e plats)

## Tennis
Herrsingel
- Thomas Muster
  1. Första omgången — Förlorade mot Henri Leconte (Frankrike) 6-7, 6-7, 4-6
- Horst Skoff
  1. Första omgången — Förlorade mot Magnus Larsson (Sverige) 2-6, 2-6, 3-6

Damsingel
- Barbara Paulus
  1. Första omgången – Besegrade Monique Javer (Storbritannien) 6-7, 6-4, 6-3
  2. Andra omgången – Förlorade mot Anke Huber (Tyskland) 4-6, 1-6
- Petra Ritter
  1. Första omgången – Förlorade mot Eugenia Maniokova (Förenade laget) 1-6, 6-7